# Sabine Fischer (Leichtathletin)
Sabine Fischer (* 29. Juni 1973 in Menznau) ist eine Schweizer Mittel- und Langstreckenläuferin.

## Werdegang
Bei den Olympischen Spielen 2000 in Sydney wurde sie Neunte im 1500-Meter-Lauf, und bei der Universiade 2001 holte sie die Bronzemedaille über dieselbe Distanz. Mit ihrer Bestzeit von 4:05,14 min belegt sie den vierten Platz in der ewigen Schweizer Bestenliste.
Danach konzentrierte sie sich mehr auf dem Strassenlauf. 2005 wurde sie beim Lausanne Marathon im Oktober in 1:16:06 h Schweizer Meisterin im Halbmarathon.
In den Jahren 2005 bis 2009 belegte sie jeweils den zweiten Platz in der Laufserie des Post-Cups. 2007 siegte sie auf der Halbmarathon-Strecke des Lausanne-Marathons in 1:13:06 h und ist damit auch über diese Distanz die viertschnellste Schweizerin überhaupt. Sowohl 2007 als auch 2008 siegte Fischer beim Zürcher Silvesterlauf. 2009 begann sie mit einem Sieg beim Kerzerslauf, musste sich danach aber einer Kniesehnen-Operation unterziehen und konnte erst Ende Saison wieder an Rennen teilnehmen.
2010 belegte sie im 5000-Meter-Lauf an den Leichtathletik-Europameisterschaften mit neuer persönlicher Bestzeit von 15:19,80 min den neunten Rang. Zum Abschluss des Jahres konnte Fischer den Post-Cup erstmals für sich entscheiden.
2011 wurde sie in Lyss Schweizer Meisterin über 10 km auf der Strasse. Fischer qualifizierte sich im 5000-Meter-Lauf für die Leichtathletik-Weltmeisterschaften 2011, musste allerdings wegen Schmerzen im linken Sprunggelenk auf die Teilnahme verzichten.
Am Anfang ihrer Karriere trainierte sie noch bei der ehemaligen Schweizer Spitzenläuferin Cornelia Bürki. Unter ihren Fittichen feierte sie auch ihre Erfolge im 1500-Meter-Lauf, wie die Final-Teilnahme an den Olympischen Spielen in Sydney. Seit sie eher über die längeren Distanzen am Start steht, ist mit Peter Wirz ein weiteres ehemaliges Schweizer Mittelstrecken-Ass ihr Trainer.
Im April 2018 gewann sie nach 2016 und 2017 zum dritten Mal in 1:19:51 h den Half Marathon Meran-Algund.
Sabine Fischer ist 1,74 m gross und wiegt 60 kg. Die Primarlehrerin wohnt in Glarus, startet aber für den LC-Rapperswil-Jona, wo sie aufgewachsen ist.